# 1871 a vasúti közlekedésben
Ez a szócikk a 1871-ben történt vasúti eseményeket mutatja be.

## Események Magyarországon
- május 3. – Elkészült a Salgótarján–Losonc-vasútvonal.
- szeptember 11. – Megnyílt a Nagyvárad–Békéscsaba-vasútvonal.